# Volleyball Thailand League (maschile)
La Volleyball Thailand League è la massima serie del campionato thailandese di pallavolo maschile: al torneo partecipano otto squadre di club thailandesi e la squadra vincitrice si fregia del titolo di campione di Thailandia.

## Albo d'oro
| Anno             | Podio               | Podio             | Podio               |
| Campione         | Seconda             | Terza             |                     |
| ---------------- | ------------------- | ----------------- | ------------------- |
| 2005-06 Dettagli | Nakhon Pathom VC    | Saraburi VC       | Chaiyaphum VB       |
| 2006-07 Dettagli | Nakhon Pathom VC    | -                 | -                   |
| 2007-08 Dettagli | Nakhon Ratchasima   | -                 | -                   |
| 2008-09 Dettagli | Phetchabun VC       | Nakhon Pathom VC  | Suphan Buri VC      |
| 2009-10 Dettagli | Chakungrao AF       | Chonburi VC       | Nakhon Ratchasima   |
| 2010-11 Dettagli | Chonburi VC         | Nakhon Ratchasima | Chaiyaphum VB       |
| 2011-12 Dettagli | Chonburi VC         | Chiang Rai        | Nakhon Sawan VC     |
| 2012-13 Dettagli | Nakhon Ratchasima   | Suan Dusit VC     | Chonburi VC         |
| 2013-14 Dettagli | Nakhon Ratchasima   | Chonburi VC       | Suan Dusit VC       |
| 2014-15 Dettagli | Nakhon Ratchasima   | Chonburi VC       | Wing 46 Phitsanulok |
| 2015-16 Dettagli | Wing 46 Phitsanulok | Nakhon Ratchasima | Chonburi VC         |
| 2016-17 Dettagli | Air Force           | Nakhon Ratchasima | Ratchaburi          |
| 2017-18 Dettagli | Nakhon Ratchasima   | Air Force         | DFRL Phitsanulok    |

## Palmarès
| Squadra             | Titolo | Stagione                                    |
| ------------------- | ------ | ------------------------------------------- |
| Nakhon Ratchasima   | 5      | 2007-08, 2012-13, 2013-14, 2014-15, 2017-18 |
| Chonburi VC         | 2      | 2010-11, 2011-12                            |
| Nakhon Pathom VC    | 2      | 2005-06, 2006-07                            |
| Phetchabun VC       | 1      | 2008-09                                     |
| Chakungrao AF       | 1      | 2009-10                                     |
| Wing 46 Phitsanulok | 1      | 2015-16                                     |
| Air Force           | 1      | 2016-17                                     |